# Cynthia Calvillo
Cynthia Calvillo (pronunciável como Sin-THEE-uh Cal-VEE-lo, San José, 13 de julho de 1987) é uma lutadora mexicana-estadunidense de artes marciais mistas (MMA), que atualmente compete na divisão peso-mosca do Ultimate Fighting Championship.

## Carreira no MMA
Calvillo fez sua estreia no MMA amador em 2012, e compilou um cartel de 5-1, durante 4 anos de competição, que incluiu 2 cinturões.

### Ultimate Fighting Championship
Ela fez sua estreia profissional em 2016, acumulando 3 vitórias em 5 meses, incluindo 2 vencidas por nocaute técnico. Ela aceitou uma luta com aviso prévio de 10 dias, contra Amanda Cooper, no UFC 209, fazendo sua estreia no UFC, e derrotou Cooper por finalização no primeiro round.
Após sua bem-sucedida estreia no UFC, ela fez uma luta no card principal do UFC 210, contra a estreante na promoção, Pearl Gonzalez. Gonzalez foi removida da luta depois da NYSAC dizer que ela não podia lutar por causa de seus implantes mamários, que são proibidos entre os competidores de esportes de combate. Mais tarde, a decisão foi revertida, e o embate foi permitido para ocorrer como programado. Calvillo venceu a luta no terceiro round, via mata-leão.

## Cartel no MMA
| Cartel no MMA   |            |            |
| 14 lutas        | 9 vitórias | 4 derrotas |
| Por nocaute     | 2          | 2          |
| Por finalização | 3          | 0          |
| Por decisão     | 4          | 2          |
| Empates         | 1          | 1          |

| Res.    | Cartel | Oponente              | Método                        | Evento                                        | Data       | Round | Tempo | Local               | Notas                                                       |
| ------- | ------ | --------------------- | ----------------------------- | --------------------------------------------- | ---------- | ----- | ----- | ------------------- | ----------------------------------------------------------- |
| Derrota | 9-4-1  | Andrea Lee            | Nocaute Técnico (desistência) | UFC Fight Night: Holloway vs. Rodriguez       | 13/11/2021 | 2     | 5:00  | Las Vegas, Nevada   |                                                             |
| Derrota | 9-3-1  | Jéssica Andrade       | Nocaute Técnico (socos)       | UFC 266: Volkanovski vs. Ortega               | 25/09/2021 | 1     | 4:54  | Las Vegas, Nevada   |                                                             |
| Derrota | 9-2-1  | Katlyn Chookagian     | Decisão (unânime)             | UFC 255: Figueiredo vs. Perez                 | 21/11/2020 | 3     | 5:00  | Las Vegas, Nevada   |                                                             |
| Vitória | 9-1-1  | Jessica Eye           | Decisão (unânime)             | UFC Fight Night: Eye vs. Calvillo             | 13/06/2020 | 5     | 5:00  | Las Vegas, Nevada   | Estreia no peso-mosca.                                      |
| Empate  | 8-1-1  | Marina Rodriguez      | Empate (majoritário)          | UFC on ESPN: Overeem vs. Rozenstruik          | 07/12/2019 | 3     | 5:00  | Washington, D.C     | Luta no peso casado (120,5 lbs). Calvillo não bateu o peso. |
| Vitória | 8-1    | Cortney Casey         | Decisão (unânime)             | UFC on ESPN: Ngannou vs. Velasquez            | 17/02/2019 | 3     | 5:00  | Phoenix, Arizona    |                                                             |
| Vitória | 7-1    | Poliana Botelho       | Finalização (mata leão)       | UFC Fight Night: Magny vs. Ponzinibbio        | 17/11/2018 | 1     | 4:48  | Buenos Aires        | Calvillo não bateu o peso. Luta em peso casado (118 lbs).   |
| Derrota | 6-1    | Carla Esparza         | Decisão (unânime)             | UFC 219: Cyborg vs. Holm                      | 30/12/2017 | 3     | 5:00  | Las Vegas, Nevada   |                                                             |
| Vitória | 6-0    | Joanne Calderwood     | Decisão (unânime)             | UFC Fight Night: Nelson vs. Ponzinibbio       | 16/07/2017 | 3     | 5:00  | Glasgow             |                                                             |
| Vitória | 5-0    | Pearl Gonzalez        | Finalização (mata leão)       | UFC 210: Cormier vs. Johnson II               | 08/04/2017 | 3     | 3:45  | Buffalo, New York   |                                                             |
| Vitória | 4-0    | Amanda Cooper         | Finalização (mata leão)       | UFC 209: Woodley vs. Thompson II              | 04/03/2017 | 1     | 3:19  | Las Vegas, Nevada   | Estreia no UFC.                                             |
| Vitória | 3-0    | Montana Stewart       | Nocaute Técnico (socos)       | Legacy Fighting Alliance 1: Peterson vs. Higo | 13/01/2017 | 3     | 2:54  | Dallas, Texas       | Estreia no Peso Palha.                                      |
| Vitória | 2-0    | Gillian Robertson     | Decisão (unânime)             | GKO 8 - Global Knockout 8                     | 19/11/2016 | 3     | 5:00  | Jackson, Califórnia | Luta em peso casado (120 lbs).                              |
| Vitória | 1-0    | Jessica Sanchez-Birch | Nocaute Técnico (socos)       | GKO 7 - Global Knockout 7                     | 27/08/2016 | 2     | 3:21  | Jackson, Califórnia |                                                             |

### Cartel no MMA Amador
| Cartel no MMA   |            |           |
| 6 lutas         | 5 vitórias | 1 derrota |
| Por nocaute     | 2          | 0         |
| Por finalização | 1          | 0         |
| Por decisão     | 2          | 1         |

| Res.    | Cartel | Oponente          | Método                  | Evento                             | Data       | Round | Tempo | Local                  | Notas                                                            |
| ------- | ------ | ----------------- | ----------------------- | ---------------------------------- | ---------- | ----- | ----- | ---------------------- | ---------------------------------------------------------------- |
| Vitória | 5-1    | Aspen Ladd        | Decisão (unânime)       | WFC 9 - Mitchell vs. Jara          | 26/04/2014 | 3     | 5:00  | Sacramento, Califórnia | Luta no peso-mosca. Ganhou o cinturão peso-mosca do WFC.         |
| Derrota | 4-1    | Brenna Larkin     | Decisão (unânime)       | Tuff-N-Uff - Festibrawl 5          | 01/03/2013 | 3     | 3:00  | Las Vegas, Nevada      |                                                                  |
| Vitória | 4-0    | Jeana Pinelli     | Decisão (unânime)       | BTF - 2012 Camo State Championship | 12/09/2012 | 3     | 5:00  | Fremont, Califórnia    |                                                                  |
| Vitória | 3-0    | Ariene Culbreath  | Finalização (mata leão) | WCS 5 - San Jose Fit Expo          | 15/07/2012 | 2     | 1:13  | Califórnia             |                                                                  |
| Vitória | 2-0    | Stefanie Harrison | Nocaute Técnico (socos) | Rocktagon MMA - Elite Series 17    | 14/04/2012 | 1     | 1:29  | Salinas, Califórnia    | Luta no peso-galo. Ganhou o cinturão peso-galo do Rocktagon MMA. |
| Vitória | 1-0    | Stefanie Harrison | Nocaute (soco)          | Rocktagon MMA - Elite Series 14    | 19/02/2012 | 1     | 1:15  | Richmond, Califórnia   |                                                                  |